# 近畿弁護士会連合会
近畿弁護士会連合会（きんきべんごしかいれんごうかい、Kinki Federation of Bar Associations）は、近畿地方6府県の各弁護士会を統轄する組織である。略称は近弁連 (きんべんれん)。

## 事業内容
- 日本弁護士連合会との連携事業。
- 近畿地区6県の弁護士会との連携事業。

## 所在地
- 〒530-0047 大阪府大阪市北区西天満1-12-5（大阪弁護士会内）